# تشتیک (منطقه زنجمو)
تشتیک (منطقه زنجمو) (به چکی: Těšetice (Znojmo District)) یک ناحیه در جمهوری چک است که در Znojmo District واقع شده‌است.

## خصوصیات
تشتیک ۷٫۲۶ کیلومترمربع مساحت و ۵۰۶ نفر جمعیت دارد و ۲۳۲ متر بالاتر از سطح دریا واقع شده‌است.